# Bounce Brothas
Die Bounce Brothas sind ein Musikproduzentenduo aus Offenbach am Main / Frankfurt am Main, bestehend aus Khaled El Hawi und Jeffrey Boadi, welches seit 2006 größtenteils für deutsche Interpreten (Olli Banjo, Kool Savas, Jonesmann, Valezka, K.I.Z etc.), aber auch Künstler aus England und den USA produziert.

## Zusammenarbeit
Zu den Künstlern, mit denen die Bounce Brothas gearbeitet haben, zählen unter anderem:
- Azad
- Blaze
- Bausa
- Chima
- Capo
- Criz
- DJ Rascal
- E-40
- Eko Fresh
- Fard
- Haftbefehl
- Haiyti
- Israel
- Jaysus
- Jonesmann
- Kanjia
- K.I.Z
- Kool Savas
- Laas Unlimited
- Lisi
- Little O
- Olli Banjo
- Manuellsen
- Melane
- Mr. Marius
- Moe Phoenix
- Pitbull
- Rapsoul
- Saigon
- Samson Jones
- Sistanova
- Snaga
- Summer Cem
- Thai’Matic
- Theo Junior
- Twista
- Valezka

## Diskografie

### 2006
Manuellsen – Insallah (Album)

(DE / VÖ: 29. September 2006)
- Manuellsen feat. Valezka – Du

Jaysus – König im Süden (Album)

(DE / VÖ: 20. Dezember 2006)
- Jaysus – König im Süden
- Jaysus – Würd' ich dich je belügen
- Jaysus – Ghettosong
- Jaysus – Faust hoch Teil II
- Jaysus feat. Valezka – Oh oh (Die Nacht)
- Jaysus – Schneller als Licht
- Jaysus feat. Cap – Gossenchabos

DJ Rascal & Pitbull – So Serious Vol. 6 (Mixtape)

(US / VÖ: 2006)
- Twista, Pitbull, E-40 & Kanjia – Talk Hard (Official Soundsmith Remix)

### 2007
Valezka – Vorspiel (EP)

(DE / VÖ: 29. Juni 2007)
- Valezka – Dynamit
- Valezka feat. Manuellsen, Moe Phoenix & Jaysus – Player
- Valezka – Wenn Du Willst
- Valezka – V.A.L.E.Z.K.A.
- Valezka – Die Wahrheit
- Valezka – Lass Los

Feuer über Deutschland 2 (DVD)

(DE / VÖ: 28. September 2007)
- Snaga – Feuer über Deutschland: Titeltrack zur DVD Feuer über Deutschland 2. (Erschienen auf der Juice-CD #79 Ausgabe #101, 10/2007)

Jaysus – Der erste Tag vom Rest meines Lebens (Album)

(DE / VÖ: 16. November 2007)
- Jaysus – Mein Weg
- Jaysus – 2007üden
- Jaysus – Immernoch ein Chab

### 2008
R&B Streettape Vol. 2 (Album)

(DE / VÖ: 18. April 2008)
- Valezka – Das Erste Mal

Olli Banjo – Sparring 3 (Album)

(DE / VÖ: 25. April 2008 / Charts DE: 41)
- Olli Banjo feat. K.I.Z & TripleFight – Hoch Uff Die Box
- Olli Banjo feat. Laas Unlimited Unmöglich Pt. II
- Olli Banjo feat. Lisi – Nur Für Euch

Jonesmann – Echte Musik (Album)

(DE / VÖ: 23. Mai 2008)
- Jonesmann feat. Blaze – Schreib mir

Rockstah – Glamrockrapper (Mixtape)

(DE / VÖ: 1. August 2008)
- Rockstah – Spiegel+1

Blaze – Schocktherapie (Album)

(DE / VÖ: 22. August 2008)
- Blaze – Flieg mit mir

Juice CD – Vol. 86 (Sampler)

(DE / VÖ: Oktober 2008)
- Jonesmann feat. Blaze – Ich kann sie fühlen (auf der Juice-CD #86 10/2008)

Sistanova – Unglaublich (Album)

(DE / VÖ: 5. Dezember 2008)
- Sistanova – Leben

Viral
- Blaze – Christina (Remix)
- Jonesmann – Warum Bin Ich Hier (Remix) [auf Österr. Sampler erschienen??]

### 2009
Olli Banjo & Jonesmann (Single)

(DE / VÖ: 13. Februar 2009)
- Olli Banjo & Jonesmann – Vögel (Remix)

VA – Echte Musik Kapitel Eins: Zeit für was Echtes (Album)

(DE / VÖ: 24. Juli 2009)
- Criz – Kein Verbiegen
- Jonesmann – 2 Wege

Blaze – 138 Minuten vor Karma (Album)

(DE / VÖ: 26. August 2009)
- Blaze feat. Manuellsen & Valezka – Streetlife

Blaze – Karma (Album)

(DE / VÖ: 25. September 2009)
- Blaze – Teil Zwei
- Blaze feat. Manuellsen – Neuanfang

Rapsoul – Irgendwann (EP)

(DE / VÖ: 9. Oktober 2009)
- Rapsoul – Irgendwann (Remix)

Viral
- Thai’Matic – Make You Mine

### 2010
Jaysus – Nazischwein (Album)

(DE / VÖ: 5. Februar 2010)
- Jaysus feat. Valezka – Was Für‘n Mann (Valezka Part & Intro)
- Jaysus feat. Israel – Player Haten

Olli Banjo – Kopfdisco + Bonus-CD (Album)

(DE / VÖ: 28. Mai 2010 / Charts DE: 15)
- Olli Banjo – Szenecountdown
- Olli Banjo – Sag Banjo
- Olli Banjo – Charlie
- Olli Banjo – Lichtplanet
- Olli Banjo – Zicke Zacke
- Olli Banjo – Kein Liebeslied
- Olli Banjo feat. Kool Savas – Schritte vor der Tür
- Olli Banjo – Fotografieren
- Olli Banjo – Straight Outta Compton
- Olli Banjo – Keine Sonne
- Olli Banjo – Nix Fühlen
- Olli Banjo – Habibi
- Olli Banjo – Neidfut
- Olli Banjo – Simon Sagt
- Olli Banjo – Fick Dein Leben
- Olli Banjo – Kinderspiel
- Olli Banjo – Weglaufen
- Olli Banjo – Einsamer Wolf

Thai’Matic – Let Me Land (Mixtape)

(UK / VÖ: 20. Juli 2010)
- Thai’Matic – Take It Slow

Olli Banjo – Juice Exclusive (EP)

(DE / VÖ: 13. Oktober 2010)
- Olli Banjo – Weisser Hai
- Olli Banjo – Deutschland Komm Mit
- Olli Banjo – Zu Spät

(Erschienen auf der Juice-CD #?? Ausgabe #??, 10/2010)
Summer Cem – Feierabend (Album)

(DE / VÖ: 19. November 2010 / Charts DE: 85)
- Summer Cem feat. Fard – Oh No!

Eko Fresh – Freezy Bumaye 2.0 – Es War Alles Meine Idee (Mixtape)

(DE / 10. Dezember 2010)
- Eko Fresh – Kai Ebel Style
- Eko Fresh – Der Beste Den Du Kennst

Viral
- Melane – Wenn Du Fällst
- Mr. Marius – Spätburgunder
- Olli Banjo feat. Little O – Straight Outta Compton

### 2011
Jaysus – Nenn Mich Jay (Album)

(DE / VÖ: 29. Juli 2011)
- Jaysus – Knight Rider

Sido – Blutzbrüdaz: Die Mukke Zum Film (Album)

(DE, AT, CH / VÖ: 2. Dezember 2011 / Charts DE: 10)
- Haftbefehl – Bruda Hin Bruda Her

Greckoe – Scheinwelt (Album)

(DE / VÖ: 9. Dezember 2011)
- Greckoe – Wieder Da

### 2012
Bounce Brothas – YOSOY MUSIC presents: The Collection #4 (EP)

(INT / VÖ: 13. Januar 2012)
- Bounce Brothas – Opening
- Bounce Brothas feat. Jacob And The Appleblossom – Watermelon
- Bounce Brothas feat. Thai Matic – Want U
- Bounce Brothas – Do It
- Bounce Brothas – Hey James
- Bounce Brothas – Search & Destroy

Haftbefehl – Kanackis (Album)

(DE / VÖ: 10. Februar 2012 / Charts DE: 10)
- Haftbefehl feat. Celo & Abdi – Gib Dem Azzlack Mehr
- Haftbefehl feat. Capo – Party Mit Uns

Ali As & Pretty Mo – 1000 Bars (Album)

(DE / VÖ: 29. Februar 2012 / Free Download auf 16Bars.de)
- Pretty Mo – Crystal Meth 100 Bars

Vlacho – Hüter Meines Bruders (EP)

(DE / VÖ: 23. März 2012)
- Vlacho – Bomben Kurs
- Vlacho – Shooter
- Vlacho – Business
- Vlacho – feat. Selim – Draußen Herrscht Krieg
- Vlacho – Hüter Meines Bruders
- Vlacho – Skit
- Vlacho – Durchdrehn

Manuellsen – M.Bilal Soul Edition (Album)

(DE / VÖ: 6. April 2012)
- Manuellsen feat. Vlacho – Messerstich
- Manuellsen – Denk Nach
- Manuellsen – Paradies

Thai'Matic – End Of The Weak (EP)

(INT / VÖ: 1. Juni 2012)
- Thai'Matic – Wolves
- Thai'Matic feat. Shack – Last Man Standing

Aram Kaya – Frühlingsluft (Single)

(DE / 12. Juli 2012)
- Aram Kaya – Frühlingsluft

Saigon – The Greatest Story Never Told Chapter 2: Bread and Circuses (Album & Single)

(US / VÖ: 6. Oktober 2012)
- Saigon – Relafriendship

### 2013
Haftbefehl – Blockplatin (Album)

(DE / VÖ: 25. Januar 2013 / Charts DE: 4 AU: 6 CH: 7)
- Haftbefehl – Azzlack Motherfuck

Urban Waves Records – Intergalactic Travels Volume 2 (Sampler)

(INT / VÖ: 15. Mai 2013)
- Bounce Brothas – Journey

CAPO – Sommerzeit (Single)

(DE / VÖ: 9. Juni 2013)
- CAPO – Sommerzeit

CAPO feat. Haftbefehl – Erzähl ma' (Single)

(DE / VÖ: 19. August 2013)
- CAPO feat. Haftbefehl – Erzähl ma'

CAPO – Mein Film (Single)

(DE / VÖ: 13. September 2013)
- CAPO feat. Haftbefehl – Erzähl ma'

CAPO – Hallo Monaco (Album)

(DE / AT / CH / VÖ: 4. Oktober 2013)
- CAPO – Hallo Monaco
- CAPO – Mein Film
- CAPO – Engel der Nacht
- CAPO – Bis ich frei bin
- CAPO – Geburtstag
- CAPO – Ich zeig dir die Welt
- CAPO feat. Haftbefehl – Erzähl ma'
- CAPO feat. Bausa – Barbiebabyboo

Juice CD No 125
- Haftbefehl feat. Capo – Julius Cesar